# 新赫里霍里夫卡 (貝雷茲內胡瓦泰市鎮)
47°14′15″N 33°9′19″E / 47.23750°N 33.15528°E
新赫里霍里夫卡（羅馬化：Novohryhorivka）是烏克蘭南部的村莊，隸屬尼古拉耶夫州的巴什坦卡區。該村始建於1924年，面積0.5平方公里，海拔高度16米，2001年人口109，人口密度每平方公里218人。